# Llau dels Tolls de la Gavarnera
La llau dels Tolls de la Gavarnera és una llau de l'antic terme d'Hortoneda de la Conca, actualment integrant del municipi de Conca de Dalt, al Pallars Jussà. És al vessant del poble d'Hortoneda, però més a prop del de Pessonada.
Es forma a 1.442,5 metres d'altitud, al vessant de llevant de la part meridional de la Serra del Banyader, al nord-oest de l'Obaga de la Gavarnera. Des d'aquell lloc davalla cap a llevant, decantant-se lleugerament cap al nord, per abocar-se aviat en la llau de la Gavarnera a migdia de la Solana de la Culla de Xoca.